# Усвейка
Усве́йка, Ольшанка, Усвіж-Бук, Усвея, Усвиця, Язва (біл. Усьвейка) — річка у північній Білорусі у Толочицькому та Чашницькому районах Вітебської області, права притока річки Улли. Належить до водного басейну Балтійського моря.

## Географія
Річка починає свій витік на висоті 221 м над р. м. за 0,4 км на схід від села Корчевська Усвейка Толочицького району, тече у південно-західному, західному а далі у північно-західному напрямку по території Толочицького та Чашницького районів Білорусі, де протікає в межах Оршанської височини та Чашницької рівнини, і на північно-східній околиці міста Чашники, з правого берега впадає у річку Улла. Довжина річки — 116 км, площа басейну — 708 км². Середньорічна витрата води у гирлі — 4,5 м³/с. Середня швидкість течії — 0,3 м/с. Абсолютне падіння річки (від витоку до гирла) — 96 м. Середній похил водної поверхні — 0,83‰.
Долина трапецієподібна, шириною у верхній течії до 0,3 км, найбільша 1-1,5 км. Заплава двостороння (ширина 200–300 м), в нижній течії зливається з болотами. Русло у середній і нижній течії звивисте і сильно звивисте, протягом 28 км у верхній течії каналізоване; ширина його 2-5 м, у середній та нижній течії 6-10 м, в гирлі до 28 м.
Водозбір — дрібно горбиста, пересічена численними осушувальними каналами, сильно заболочена (найбільше болото Усвіж-Бук) і заліснена рівнина. Береги переважно круті, зарослі змішаним лісом. Густота річкової мережі — 0,55 км/км². Озера попадаються в пониззі, по правому березі річки; найбільше із них озеро — Жеринське (8,74 км²).
Повінь зазвичай із 3-ї декади березня до 3-ї декади травня. Середнє перевищення рівня над меженню 2,9 м, найбільше — 4 м. Замерзає у 2-й декаді грудня, льодохід наприкінці березня.

## Притоки
Річка Усвейка на своєму шляху приймає воду більше десятка різноманітних невеликих приток: струмків та каналів. Найбільша із них, права притока Червінка (~25 км). Із озера Жеринське, з правого берега, впадає струмок. Річка використовується як приймач води з меліоративних систем.

## Населенні пункти
На берегах річки розташовані такі найбільші населенні пункти (від витоку до гирла): села Корчевська Усвейка, Низький Городець, Толпіне, Антопілля, Коровичі, Замочок, Вишковичі, Велика Вільшанка, місто Чашники.